# Isaak Berkowitsch
Isaak Jakowlewitsch Berkowitsch (russisch Исаак Яковлевич Беркович; ukrainisch Ісаак Якович Беркович; * 28. Dezember 1902 in Kiew; † 5. Januar 1972 ebenda) war ein sowjetischer Komponist jüdischer Herkunft.

## Leben
Berkowitsch schloss 1925 sein Studium am Konservatorium in Kiew,  Ukrainische Sowjetrepublik ab, wo er unter anderem bei Borys Ljatoschynskyj lernte. Er wurde 1952 zum Juniorprofessor und 1969 zum Professor ernannt und lehrte am Kiewer Konservatorium. Er schuf überwiegend Werke für Klavier. Sehr beliebt sind seine Variationen über ein Thema von Paganini. Die Noten finden sich in dem Spielband Die Russische Klavierschule Spielband, Sikorski No. 2379 (ISBN 978-3-920880-70-9).

## Werke (Auswahl)
- Piano sonata No.1
- Piano sonata No.2
- Drei Sonatinas für piano
- 12 Volksmusikstücke für piano Op.20
- Etudes für piano Op.31
- Klavierschule Op.35
- Concerto für Piano und Orchester No.1
- Concerto für Piano und Orchester No.2
- Sieben Stücke für Cello und Piano
- Concerto für Piano und Orchester No.3
- 10 Stücke für Piano (vierhändig)